# Vall de Llàgrimes (Castellcir)
La Vall de Llàgrimes és una vall del terme municipal de Castellcir, a la comarca del Moianès.
Està situat a l'extrem nord-oest del terme, en el lloc on es forma el torrent de les Berengueres. És al sud-oest del Serrat de la Barraca, a llevant del Serrat dels Moros, a ponent de les Berengueres i al nord-est de la Casa Nova del Verdeguer.

## Etimologia
Es tracta d'un topònim romànic de caràcter metafòric: rep aquest nom per ser una terra rosta, molt difícil de treballar. Encara avui en dia s'utilitza com a frase feta.